# Le Tourbillon noir
Pour les articles homonymes, voir Dark Water.
Le Tourbillon noir (en anglais Dark Water puis renommé The Pirates of Dark Water) est une série télévisée d'animation américaine produite par Hanna-Barbera et Turner Entertainment dans le début des années 1990.

## Synopsis
La série suit un groupe d'aventuriers dans leur quête pour recueillir les treize pierres de la loi, qui selon la légende offrent un trésor fabuleux et magique à leur détenteur. Leur but est de ramener l'ordre sur le Monde de Mer, en luttant contre les tourbillons noirs, substance maléfique qui engloutit et dévore tout ce qu'elle touche. Seront-ils en mesure de réunir le pouvoir des pierres pour repousser les tourbillons noirs ?...

## Diffusion et série non terminée
La série fut créée au début de l'année 1991 comme une mini-série de cinq épisodes intitulée Dark Water. Après un certain nombre de réglages d'animation et d'autres changements par Hanna-Barbera, ces épisodes ont été rediffusés plus tard, en 1991, et sont les cinq premiers épisodes de la série régulière qui prend le nom The Pirates of Dark Water. Par exemple, dans la mini-série originale, la voix de Niddler n'est pas la même que dans la version révisée. La première saison a été diffusée sur ABC, tandis que la deuxième saison diffusée en first-run syndication dans le cadre de The Funtastic World of Hanna-Barbera.
En France, la première diffusion hertzienne a eu lieu le 11 mars 1992 sur Canal+  dans l'émission Canaille Peluche et une rediffusion a eu lieu le 11 février 1995 sur Antenne 2  dans l'émission Sam'di mat.
À cause des coûts de production importants et parce qu'elle ne rencontrait pas un taux d'audience suffisamment élevé, la série n'a jamais été achevée : elle se termine abruptement au bout de 21 épisodes avec seulement huit des treize trésors collectés. 
La série continue d'être commercialisée en DVD aux États-Unis depuis le 18 juin 2012 mais aucune édition européenne n'est encore sortie en Europe en version française.
Avec son scénario épique, sa qualité technique d'un bon niveau pour l'époque, et son atmosphère générale, Le Tourbillon noir possède de nombreux fans aux États-Unis et dans d'autres pays comme la France où la série a été diffusée. Les fans espèrent qu'elle sera un jour reprise et terminée.

## Personnages
Même si chacun des héros a ses propres motivations, et qu’ils ne sont pas fait à la base pour travailler ensemble, ils vont former un groupe loyal et efficace afin de retrouver les pierres et rétablir l'ordre sur Mer. Il est a noter qu'ils se retrouvent souvent à contre-emploi.

### Héros
- Ran (V.F. Thierry Ragueneau / Ren V.O. George Newbern) : c'est le personnage principal et le prince du royaume d'Octopon. Ran a été élevé par un gardien de phare aux limites de sa patrie, ignorant tout de son destin et de son héritage. Il manie l'épée brisée qui appartenait à son père dans sa forme entière. Pour localiser les pierres, il dispose d'une boussole magique qui indique leur emplacement. Dès le début de la deuxième saison, il a libéré la moitié de la planète des dangers des tourbillons noirs.
- Niddler (V.F. Daniel Russo puis Roger Carel / V.O. Roddy McDowall puis Frank Welker) : Un singe-oiseau qui appartenait autrefois à Bloth, seigneur des pirates, jusqu'à son évasion avec Ran. Il est originaire de l'île de Pandawa. Il est généralement dépeint comme un gourmand et constamment à la recherche de nourriture, sa nourriture préférée est le minga, sorte de melon. Il aime Ran, et sa capacité de voler est souvent fort utile.

Dans le cadre de la mini-série originale Dark Water, la voix ce Niddler était celle de Roddy McDowall. Une fois que les épisodes ultérieurs ont commencé à être produits et le spectacle, renommé The Pirates of Dark Water, la voix de Niddler a été reprise avec la voix de Frank Welker.
- Tula (V.F. Emmanuèle Bondeville / V.O. Jodi Benson) : Elle est une ecomancer avec la possibilité de contrôler les éléments et la vie biologique, à la fois sensible et non sensible. Elle possède une affinité naturelle envers la nature et les animaux. Elle est têtue et entre souvent en conflit avec Ioz. Elle est introduite comme étant une simple serveuse, mais elle monte à bord du navire d'Ioz et Ran, affirmant qu'elle "voulait échapper à la corvée de la vie sur terre". Il est bientôt révélé que c'est un personnage aux multiples secrets.
- Ioz (V.F.Michel Vigné / V.O. Hector Elizondo (mini-série et 1er saison) puis Jim Cummings (2e saison)) : C'est un voyou et pirate qui se joint à Ran, initialement pour la promesse du trésor. Au fil des saisons, son personnage évolue et il est touché par Ran et son idéalisme. Il évolue en figure de protection fraternelle envers Ran et risque souvent sa vie pour lui et la quête des pierres. Toutefois, il continue ses tentatives pour devenir riche rapidement, mais échoue la plupart du temps. Ioz a également une sœur cadette nommée Solia, qui apparaît dans la série.
- Zoolie : Un joyeux pirate roux qui dirige une maison de jeux à Janda-Ville. Lui et Ioz ont fait partie de l'équipage du navire de Bloth, le Maelstrom. Bien que n'étant pas un personnage principal, il fait des apparitions récurrentes, en offrant conseils et aide à Ran et ses amis chaque fois qu'ils font escale au port de Janda-Ville.
- Teron : Il est un ecomancer suprême. Des racines émergent de son corps afin de le rassasier à partir d'une portion de sa terre natale qu'il transporte, quand il est absent de sa patrie, Andorus. Il est d'abord vu dans la série en tant que prisonnier sur le Maelstrom et Bloth utilise son pouvoir pour faire le mal en épuisant l'environnement local de sa vie. Tula a beaucoup de respect pour lui comme un ecomancer, et elle a été envoyée en mission pour le ramener à Andorus pour guérir l'île ravagée par le tourbillon noir.

### Méchants
- Bloth (V.F. Jacques Marin / V.O. Brock Peters) : le terrifiant et imposant capitaine du bateau pirate le Maelstrom qui convoite le trésor des treize pierres de la loi. Dix-sept ans auparavant l'époque de la série, il a détruit la flotte de Primus et l'a capturé, ainsi qu'Avagon, son second. Les sept capitaines accompagnant Primus ont réussi à s'échapper avec les pierres. Depuis Bloth les a chassés sans relâche et a détruit de manière obsessionnelle tout vestige de la Maison Primus. Il a tué chaque héritier du trône d'Octopon qu'il pouvait trouver, a ravagé et pillé la cité en difficulté. Il a maintenu Primus captif pendant dix-sept ans avant que le vieil homme ne s'enfuie pour retrouver Octopon et Ran. Après avoir appris que Primus avait un fils, il a transféré sa haine fanatique de Primus à Ran. Il s'est mis à chasser le jeune garçon à travers les vingt mer de Mer, afin de saisir les trésors et de tuer Ran, anéantissant ainsi la descendance de Primus. Dans la deuxième saison, il fait une alliance incertaine et méfiante avec Morpho, un agent majeur du Dark Dweller.
- Mantus (V.F. Michel Elias / V.O. Peter Cullen) : C'est le second de Bloth. Il offre son sang-froid et sa personnalité calculatrice en tant que stratège de combat de la flotte de Bloth.
- Konk (V.F. Philippe Ariotti / V.O. Tim Curry) : C'est un pirate petit et grassouillet qui travaille pour Bloth. Il a perdu sa jambe après une rencontre avec le féroce animal de son maître, le Constrictus. Il fut pendant longtemps le seul à avoir survécu après avoir été donné en pâture au monstre. Bien que n'étant pas particulièrement intelligent, Konk possède plus de fanfaronnades que la plupart de l'équipage Bloth et est toujours en train d'essayer de gagner la reconnaissance de Bloth.
- Les Frères Lugg (V.O. Earl Boen et Frank Welker) : Ce sont deux frères massifs et bêtes qui font partie de l'équipage de Bloth. Ils essaient d'aider Konk, mais leur stupidité en font des nuisances plus qu'autre chose. Ils ne font des apparitions en tant que personnages principaux qu'au cours des cinq premiers épisodes de la série.
- The Dark Dweller (V.O. Frank Welker) : C'est la puissante créature maléfique qui a créé les tourbillons noirs. Il est à l'origine de l'éparpillement des pierres de la loi parce que leur pouvoir est la seule chose capable de s'opposer à lui et son plan d'engloutir Mer dans les tourbillons noirs.
- Morpho (V.O. Frank Welker) : C'est un serviteur du Dark Dweller et le chef de ses adorateurs, les Dark Disciples. Il s'associe à Bloth et assure la liaison à la surface avec le Dark Dweller, afin qu'ils puissent s'aider dans leur objectif commun de tuer Ran et ses amis. Par contre pour le compas et les pierres, ils ont des objectifs très différents. Il était un alchimiste qui faisait des recherches sur l'eau noire lorsque le Dark Dweller le captura et le transforma en un serviteur éternel. Il n'est plus pleinement humain. Il possède un tentacule à la place d'un bras, et la moitié de son corps a été transformé pour ressembler à un amalgame de créatures provenant des profondeurs de l'océan. Il se présente comme une créature de deux mondes, celui de Ran : la surface et celui du Dark Dweller : les profondeurs.
- Joat : C'est un pirate et l'ancien propriétaire du Wraith. Son bateau a été volé par Ioz. Il possède un crochet en métal à la place de sa main gauche et est sans pitié au combat. À l'origine prévu pour avoir un plus grand rôle dans la série, sa seule apparition majeure est dans l'épisode Les Voleurs d'apparence (Soul Stealer).

## Navires
- Wraith : c'est un navire beau et rapide qui appartenait à l'origine au pirate Joat. Ioz le vole pour Ran dans la docks de la ville de Janda. Il a une unique et dynamique grand-voile qui tourne afin de ralentir le navire ou d'agir comme un parachute. Cette grand-voile peut également être détachée pour faire office de planeur. La Series Bible écrite au cours de la production initiale de l'émission explique que le Wraith a été construit avec du bois provenant d'arbres mystiques sur une île lointaine. Ce bois conserve la force de vie de ces arbres, ce qui fait que le navire semble hanté ou avoir un esprit propre.
- Maelstrom : c'est le massif et mortel navire de guerre de Bloth. Il est construit à partir de carcasses blanchies des léviathans, et ressemble à une gigantesque fossile flottant. Sous le pont principal se trouve un labyrinthe de couloirs, des canalisations d'égout, des cellules de détention, et les quartiers des esclaves. Le redouté Constrictus vit dans les entrailles de ce navire de mort.

## Le monde de Mer
Mer est un monde très différent de la Terre, avec une variété de ses propres créatures aux divers degrés d'intelligence, comme le singe-oiseau et le léviathan. Le monde a vingt mers et la plupart des arrêts de l'équipage sont pris dans des îles. Les terres de Mer sont continuellement en mouvement, comme un fleuve de rocks pointus qui émerge de l'océan dans le premier épisode et semble défier les règles de la physique (aucun des personnages n'est déconcerté par le spectacle en dehors de son danger), mais on ne sait pas si c'est un effet des tourbillons noirs ou tout simplement un fait de nature géologique à la planète.
Octopon était autrefois la plus grande cité de Mer et était dénommée «le joyau de la couronne de Mer » par Ioz dans l'épisode 14. Elle est en ruine jusqu'à ce que Ran recueille les sept premiers trésors. Elle est ensuite partiellement restaurée. Octopon semble avoir été des siècles en avance sur l'état actuel technologique de Mer, mais il est probable que la civilisation est en continuelle déclin en raison de l'eau noire des tourbillons qui suinte de la surface de la planète.

## Épisodes

### Mini-série
- 1. La mission de Ran (The Quest)
- 2. Le labyrinthe (Dishonour)
- 3. Les ailes de la liberté (Break Up)
- 4. La trahison (Betrayal)
- 5. La victoire (Victory)

### 1resaison
- 6. Andorus (Andorus)
- 7. La sorcière (A Drop of Darkness)
- 8. La cloche sacrée (The Beast and the Bell)
- 9. La fleur de Lolak (Panacea)
- 10. Le roi Niddler (King Niddler)
- 11. La collection mystérieuse (The Collection)
- 12. Le bébé Léviathan (The Little Leviathan)
- 13. Le tyran noir (The Darkdweller)

### 2esaison
- 14. Vous me voyez à présent ? (The Dark Disciples)
- 15. Le vaisseau fantôme (The Ghost Pirates)
- 16. Le maître des dragons (The Dagron Master)
- 17. Les maîtres du jeu (The Game Players of Undaar)
- 18. Le fléau de Pandawa (The Pandawa Plague)
- 19. Un air de famille (Sister of the Sword)
- 20. Les voleurs d'apparence (The Soul Stealer)
- 21. La pierre vivante (The Living Treasure)

## Autres médias
En novembre 1991, Marvel Comics a produit une série de comic books basée sur le spectacle. Initialement conçu comme une série de six numéros limitée aux cinq premiers épisodes de la série, la production a été étendue à neuf comic books incluant une histoire originale en trois parties,. La première partie de la série The Original Miniseries a été écrite par Dwight Jon Zimmerman et dessinée par Bruce Zick. Rob Davis l'a remplacé pour les dessins de la seconde partie The Salamantha Arc.
Des jeux vidéo The Pirates of Dark Water sont sortis pour la Super Nintendo et Mega Drive. La version de Super Nintendo est un beat'em up similaire à Final Fight, avec un personnage fort mais lent pour Ioz, un rapide mais faible force pour Tula, et un personnage bien équilibré pour Ran. Chaque personnage a une barre de vie, une desperation attack (coup de filature pour Ran, énergie ecomancer pour Tula et le punch de filature pour Ioz) et la possibilité de bloquer (quelque chose qui n'est pas commun dans les jeux de ce genre). La version Sega était un jeu de plates-formes style side scrolling avec des éléments RPG.
Une série de figurines basées sur les personnages de la série a également été produite. La toyline est composée de Ran, Niddler, Ioz, Zoolie, Bloth, Konk, Mantus, Joat et les navires. Un jeu de rôles Pirates of Dark Water est sorti en 1994, mais avait un cycle de production limitée.